# Ferdinand Hummel
Ferdinand Hummel   (Berlín, 6 de setembre de 1855 - Berlín, 24 d'abril de 1928) fou un intèrpret d'arpa, pianista, director d'orquestra i compositor alemany.
Hummel va començar com un nen prodigi i el seu pare, que era flautista a la "Royal Orchestra de Berlín", es va ocupar de la primera formació musical del seu fill instruint-lo tant al piano com a l'arpa des dels quatre anys (alguns diuen que set) guanyant una beca Wilhelm von Preussen Stipendium, per la qual cosa va poder estudiar amb Antonio Zamara a la "Gesellschaft der Musikfreunde" de Viena.
En els anys 1864 a 1867, el noi va fer una gira amb el seu pare a Alemanya del Sud i del Nord, Dinamarca, Suècia, Noruega i Rússia, on va ser aclamat com un gran virtuós de l'arpa. Amb una beca Reial, després va estudiar a la "New Academy of Music", Berlín (institut de Theodor Kullak) del 1868 al 1875 i més tard a la "Royal High School for Music and Composition" amb Woldemar Bargiel i Friedrich Kiel com a principals professors.
Després de la seva formació, va actuar com a tocador d'arpa a l'Orquestra de B. Bilse, que després es convertiria en l'Orquestra Filharmònica de Berlín. El 1892, Hummel va ser nomenat líder de la música escènica al "Royal Theatre" de Berlín, convertint-se en director de 1897 a 1917.
Com a compositor, Hummel va ser molt productiu escrivint òperes, música de cambra, peces de piano i obres corals. Avui la seva música s'oblida majoritàriament, però les seves òperes tenen almenys cert interès ja que formen un equivalent alemany al estil Verisme italià de Puccini, Mascagni i Leoncavallo.
Una llista de les seves òperes inclou: 
- Mara op. 61 (1893),
- Angla op. 60 (1894),
- Ein treuer Schelm op. 64 (Un fadrí fidel) (1894),
- Assarpai op. 65 (1898),
- Sophie von Brabant (Sophie de Brabant) (1899).
- Die Beichte op. 69 (La confessió) (1900),
- Die Gefilde der Seligen (El camp dels sagrats) (1917)
- J enseits des Stroms (A l'altre costat del corrent) (1922).

A més de les composicions musicals esmentades anteriorment, Hummel va compondre música per a les obres de teatre Das heilige Lachen (The Holy Laughing) i Sakuntala, totes dues el 1903. A més, va compondre una simfonia en D majors op. 105, un concert per a piano a B flat major op. 35, un quintet de piano, una sonata de violí, una sonata de trompa i altres obres menors.
No està relacionat amb Johann Nepomuk Hummel (1778-1837).